# Tadashi Katō
Tadashi Katō (jap. 加藤 忠, Katō Tadashi; * 4. Januar 1935 in Sagara; † 17. März 2020 in Shizuoka) war ein japanischer Radrennfahrer.

## Sportliche Laufbahn
Katō war im Bahnradsport und im Straßenradsport aktiv. Er war Teilnehmer der Olympischen Sommerspiele 1952 in Helsinki. In der Mannschaftsverfolgung wurde Japan mit Kihei Tomioka, Tadashi Katō, Tamotsu Chikanari und Masazumi Tajima auf dem 19. Rang klassiert. Im 1000-Meter-Zeitfahren kam er auf den 26. Platz.
Das olympische Straßenrennen beendete Katō nicht. Japan kam mit Masazumi Tajima, Tadashi Katō, Tamotsu Chikanari und Kihei Tomioka nicht in die Mannschaftswertung, da alle vier Fahrer aus dem Rennen ausgeschieden waren.
Er besuchte eine der zahlreichen japanischen Keirinschulen und holte 1953 seinen ersten Sieg im Keirin. Katō erzielte insgesamt 598 Siege im Keirin.